# روبرت ويليام فيشر
روبرت ويليام فيشر (بالإنجليزية: Robert William Fisher)‏ (13 أبريل 1961) أحد الهاربين والمطلوبين الأمريكيين بتهمه قتله زوجته وطفلين، وتفجير منزلهم الذي كانوا يعيشون فيه في سكوتسديل بولاية أريزونا في 10 أبريل 2001. في 29 يونيو 2002 تم وضع إسمه من قبل مكتب التحقيقات الفيدرالي ضمن قائمة قائمة العشرة الأكثر طلبا لمكتب التحقيقات الفدرالي .